# Дейви Джоунс (Карибски пирати)
Дейви Джоунс е измислен герой от филмите „Карибски пирати: Сандъкът на мъртвеца“ и „Карибски пирати: На края на света“.
Той е основният злодей в двете продължения на филма. Неговата роля се изпълнява от актьора Бил Най. Във филма Дейви Джоунс е капитан на кораба „Летящият холандец“. Той има задължение да пренася душите на загиналите моряци към отвъдния свят. Събира душите на умрелите или на умиращите моряци и ги прави свои моряци за 100 години. Влюбен е в езическата богиня на морето Калипсо. След като я предава на пиратския съвет, се превръща в чудовище. Той също както Калипсо е част от легендите във филма „Карибски пирати: Сандъкът на мъртвеца“ – аспект във втория филм – в който той поставя изваденото си сърце в сандък. Така той не страда от несподелена любов и вече не се тревожи. Дейви Двоунс контролира Кракен. Джоунс е жесток и безмилостен към всички включително и към неговия екипаж.
Той смята, че хората трябва да страдат, особено това се вижда във фразата му: „живота е жесток. Защо задгробният живот да е различен?“. Дейви Джоунс е хитър, не толерира нарушенията на договорите, които са сключили с него. Той често не изпълнява своите обещания. Независимо че той се прави на жесток, изпитва привързаност и любов. Това личи от реакцията му, когато лорд Кътлър Бекет му казва да убие Кракен, и когато свири на орган. Печалната мелодия която Джоунс свири говори за голяма емоционална болка. Той има медальон, същия който има и Калипсо говори за тяхната специална връзка. Всичко това допринася за романтизъм в образа му и го превръща в харизматичен характер. Дейви Джоунс притежава известни свръхестествени способности. Той може да преминава през различни препятствия и предмети. В последната битка в третата част той е добър фехтовач и се бие при равни условия с Джак Спароу и в крайна сметка той побеждава всичките си опоненти. Неговото пипало може да се движи независимо, че е отрязано. Джоунс може да използва пипалата си и за убийство (сцената с Мърсър).
Също така Дейви Джоунс е капитан на кораба „Летящият холандец“ във филма Sponge Bob.